# Hugues Lapaire
Pour les articles homonymes, voir Lapaire.
Hugues Lapaire, né le 26 août 1869  à Sancoins (Cher) et mort le 2 janvier 1967 à Saint-Germain-en-Laye à l’âge de 97 ans, est un poète, romancier, conteur et critique littéraire français. 
Auteur de langue française, il rédige également en berrichon. Il a reçu le prix Balzac en 1909 et été couronné par l'Académie française en 1910.

## Biographie
Son œuvre puise son inspiration dans le terroir de sa province natale, le Berry. Il a publié une centaine d'ouvrages en français et en berrichon. Il a effectivement consacré sa vie à la défense des traditions et des valeurs rurales de trois provinces : le Berry, le Nivernais et le Bourbonnais, qui partagent tous trois la même langue d'oïl traditionnelle. Sancoins étant dans le Cher, c’est au Berry qu’il a voué l’essentiel de son œuvre.
Lapaire aura traversé trois guerres et vu la formidable mutation des campagnes avec l’apparition du machinisme. Il s’est désolé de ces changements, et a regretté la disparition de la société paysanne. 
Il avait perdu son père à deux ans et fut élevé par ses grands-parents. 
Son enfance ne fut pas heureuse. C’est en Bourbonnais qu’il fit ses études, au lycée de Moulins dès 1878. C’est là qu’il rencontra Alfred Crépin, le directeur du journal Le courrier de l’Allier qui lui donne le goût de la littérature.  Mais la rencontre avec le berrichon Jean Baffier fut encore plus décisive pour son avenir. Il se mit à écrire des poésies et même des articles pour le journal : Le réveil de la Gaule. Plus tard, il rencontra Achille Millien et participa à plusieurs reprises à la Revue du Nivernais.
Hugues Lapaire continua ensuite  ses études à Paris où il se maria. Il fréquenta les cafés littéraires où il se fit connaître comme poète patoisant. Il publia ses premiers recueils de poèmes Vieux tableaux et Sainte Solange. En 1904, il écrit son premier roman Le Courandier, et en 1906 sort L’Epervier ; ce sont des romans régionalistes.
Démobilisé à la fin de la première guerre mondiale, il entra dans l’Alliance française, association de défense de la langue française, et donna des conférences dans toute l’Europe. Il fut élu président de la Fédération régionaliste française, il dirigea plusieurs collections consacrées au Berry, mais aussi au Nivernais et au Bourbonnais.

## Œuvres
Hugues Lapaire a publié de nombreux livres sur l’histoire de la région, sur les coutumes, les contes, les légendes. Il écrit des poèmes, des chansons patoisantes, des romans régionaux, des pièces. Infatigable collecteur de mémoire, il laisse une œuvre considérable. 
Poésie
- Les Enfants, A. Savine, 1890
- Toiles ébauchés, A. Savine, 1890
- Vieux Tableaux, A. Lemerre, 1892
- L'Annette, Crépin-Leblond, Moulins, 1894
- Au pays du Berry, A. Lemerre, 1896
- Sainte Soulange, 67 p., Crépin-Leblond, Moulins, 1898
- Noëls berriauds, Crépin-Leblond, Moulins, 1898
- Les Chansons Berriaudes
- Au vent de galerne, 231 p., Crépin-Leblond, Moulins, 1903
- Les Rimouères d'un paysan, 124 p., Crépin-Leblond, Moulins, 1904

Romans et nouvelles
- Le Fardeau, 367 p., Calmann-Lévy, Paris, 1905
- Quelques grains d'humour
- L'Épervier
- Jean Teigneux
- La Tourmente
- Âmes berrichonnes
- Le Courandier
- Le fardeau (Calmann-Levy)
- Les Accapareurs
- Les Demi-Paons
- Au Berry des Treilles
- Petits contes Gaulois
- La Maison au Perron

Théâtre
- La Demande, un acte
- Le Sorcier amoureux, un acte en vers, 24 p., imprimerie du Petit Chauton, 1924
- La Mare au diable, 4 actes (d'après George Sand)
- La Mé Fanchoune, paysannerie en 3 tableaux , 48 p., imprimerie J. Foucrier, 1929
- Les visites, un acte en prose (La Renaissance Provinciale, édit.)

Essais sur l'histoire, la littérature, le folklore
- La Bonne Dame de Nohant, avec Firmin Roz, 233 p., F. Laurr, Paris, 1897
- Le Pays Berrichon, 121 p. (Bloud, édit.) 1908,  ouvrage couronné par l'Académie Française
- Le Patois Berrichon (Crépin-Leblond)
- Vielles et cornemuses (Crépin-Leblond)
- Les mémoires d'un bouvreuil (Boivin)
- Le Célèbre Galafat (Boivin)
- Le Berry en diligence, 45 p., Les Cahiers du Centre, Moulins, 1898
- Les Légendes berrichonnes
- Portraits berrichons
- Ames Berrichonnes (Bloud, édit.)
- Séverine, citoyenne de La Châtre en Berry, éditions du Gargaillon, Châteauroux, 1902
- La Mé Fanchoune (Le Berrichon de Paris, édit. 1910)[2]
- Prague et la Tchécoslovaquie avec Jules Chopin, chez B. Arthaud Éditeur, Grenoble, 1932.

## Sources
- Pierre Brunaud et Gérard Coulon, Argenton-sur-Creuse et ses écrivains, 137 p., p. 82-83, Royer, Paris, 1996  (ISBN 2-908670-41-0).
- Christophe Matho L'almanach Bourbonnais et Nivernais 2012, 128 p., p. 44, CPE 2011.
- Gérard Bardon, Christophe Matho, Jeanine Berducat et Daniel Bernard, Patois et chansons de nos grands-pères en Berry, Éditions CPE, novembre 2010  (ISBN 284-5-038267).
- Jean Drouillet, Pages choisies de Hugues Lapaire, Publications du journal « Berry-Paris-Berry », Amicale Bas-Berrichonne, 1954.
- Jean Drouillet, Hugues Lapaire, maître-poète de la terre de France, F.E.R.N., Guénégaud, 1969.
- Bernard Epailly, Hugues Lapaire, Berrichon militant, Le Petit Berrichon.com, janvier 1911. http://www.le-petit-berrichon.com/hugues-lapaire-berrichon-militant/